# ميخائيل إيليتش سوركوف
ميخائيل إيليتش سوركوف(بالروسية: Михаил Ильич Сурков)كان قناص سوفيتي خلال الحرب العالمية الثانية خدم في الفرقة الرابعة في الجيش الاحمر ، ولد في بلدة سيبيرية في كراسنويارسك لأسرة مشهورة بالصيد، عمل كـ صياد وفي اندلاع الحرب العالمية الثانية عام 1941 انضم إلى الجيش الاحمر، ميخائيل اقتنص 702 الماني وبذلك يعد أفضل قناص في الحرب العالمية الثانية حيث تغلب على سيمو هاوها (502 اصابة) وايفان سيدرينكو (500 اصابة) بعد الحرب عاد إلى قريتة في سيبيريا وتم تكريمة بوسام لينين ووسام بطل الاتحاد السوفيتي وتوفي عام 1953 لة ابن يدعى ألكسي.